# 알렉시스 바이센베르크
알렉시스 지그문트 바이센베르크(불가리아어 : Алексис Вайсенберг, 1929년 7월 26일 ~ 2012년 1월 8일)는 불가리아 소피아 출신의 피아니스트. 현대 음악계에서 거장으로 불리는 음악가의 한 사람이다.

## 생애
어렸을 때부터 작곡가 판초 블라디게로프에게 작곡과 피아노를 배우고, 피아니스트로의 데뷔는 14세 때였다. 2차 세계 대전 중에는 수용소에 보내져 고난의 나날을 보내지만, 이스라엘을 거쳐 미국으로 탈출한다. 그 후, 1946년 레오 케스텐베르크, 블라디미르 호로비츠, 아르투르 슈나벨의 소개 편지를 지니고, 뉴욕의 줄리어드 음악원에 입학한다. 현재에도 잘 알려진 피아니스트 올가 사마로프, 완다 란도프스카, 그리고 아르투르 슈나벨의 지도를 받았다.
졸업했을 때에, 바이센베르크는 각국에서 초대되었을 정도로 유명한 학생이 되어 있었다. 1947년 블라디미르 호로비츠의 권유로 참가한 레벤트리트 국제 음악 콩쿠르에서 우승하여, 같은 해 조지 셀의 지휘로 뉴욕 필하모닉과 공연하며 화려하게 데뷔를 장식한다. 그리고, 1956년부터 약 10년간 자신의 음악을 재단련하기 위해 연주 활동을 접는다. 1966년 파리에서의 리사이틀로 기적적인 부활을 한다.
1965년에는 오케 팔크가 감독한 단편 영화에서 경이적인 기교로 스트라빈스키의 페트루시카를 연주한 영상에 충격을 받은 헤르베르트 폰 카라얀에게 발탁되어, 1967년부터는, 베를린 필하모니 관현악단과 정기적으로 협연을 거듭한다. 이후 공연, 녹음을 적극적으로 하고 유명한 피아니스트로서의 지위를 얻는다. 1972년, 28년 만에 조국 불가리아에 귀국하여. 정부로부터 키릴 이 메소디 상이 수여되어 1975년에 명예 시민권이 주어졌다.
2012년 1월 8일, 파킨슨 병으로 인해, 향년 82세를 일기로 스위스 연방의 티치노주 루가노에 영원히 잠들었다.
한편, 재즈에도 관심을 가지고 있어 샤를 트레네의 "Boum" 등의 노래 편곡과 자작곡 "재즈 형식의 소나타" 등을 남겼다. 이 피아노 곡은 마르크-앙드레 아믈랭이 녹음하였다.